# Episcopia Hotinului (Mitropolia Bucovinei)
Episcopia Hotinului din cadrul Mitropoliei Bucovinei a fost înființată la 10 martie1923, având reședința în orașul Bălți.
Episcopia a existat până în 1944, fiind păstorită de 3 episcopi.

## Episcopi

### Visarion Puiu
PS Visarion Puiu, pe numele de mirean Victor Puiu, (n. 27 februarie 1879, Pașcani - d. 10 august 1964, Franța), a fost un mitropolit al Bisericii Ortodoxe Române refugiat în 1944 în Occident, condamnat în 1946 la moarte în contumacie de Tribunalul Poporului din București, excomunicat de Sfântul Sinod al BOR în 1950 și reabilitat post mortem de același for pe 25 septembrie 1990.
A fost:
- Episcop de Argeș (1921-1923)
- Episcop de Hotin (1923-1935)
- Mitropolit de Bucovina (1935-1940)
- Mitropolit de Transnistria la Odessa (16 noiembrie 1942 - 14 decembrie 1943)
- cârmuitor al Eparhiei românilor din străinătate, numită și Eparhia Ortodoxă Română din Europa Occidentală (1945-1958)

Nicolae Iorga l-a apreciat ca pe unul din cei mai culți clerici ortodocși români din perioada interbelică [[[Wikipedia:Citarea surselor|necesită citare]]].
Visarion Puiu a fost un simpatizant al Partidului Național Creștin.

### Tit Simedrea
PS Tit Simedrea (n. 4 septembrie 1886, Naipu, jud. Giurgiu — d. 9 decembrie 1971, la mănăstirea Cernica) a fost un cleric ortodox român.
Născut Teodor Simedrea, la 4 septembrie 1886, în localitatea Naipu, din actuala comună Ghimpați, a studiat la Seminarul Nifon, apoi la Facultatea de Teologie din București, la Facultatea de Drept din Iași și a continuat studii de specializare în teologie la Montpellier și la Paris, în perioada 1922 - 1923.
După ce a devenit văduv, a fost călugărit în 1924, la Mănăstirea Cernica sub numele de Tit, și hirotesit arhimandrit. Între 1926 și 1935 a fost arhiereu vicar al Arhiepiscopiei Bucureștilor, cu numele „Târgovișteanul”. 
Pe data de 11 decembrie 1935, a fost înscăunat Episcop al Hotinului (având Centrul eparhial în orașul Bălți) pana in 1940, ,
Ulterior fiind ales Locotenent de Mitropolit al Bucovinei, cu reședința la Cernăuți, iar instalarea ca mitropolit canonic s-a făcut abia pe 25 martie 1941, la Suceava.  (data alegerii a fost 13 iunie 1940, înscăunarea având loc numai la 25 martie 1941, la Suceava). 
Retras la 30 iunie? 1945 și stabilit la schitul Darvari din București și mănăstirea Cernica, a decedat la 9 decembrie 1971, la mănăstirea Cernica.

### Partenie Ciopron
PS Partenie Ciopron, din botez Ștefan-Petre Ciopron (n. 30 septembrie 1896, Păltiniș, județul Botoșani - d. 28 iulie 1980, Mănăstirea Văratec) a fost un ierarh ortodox român, care a îndeplinit demnitățile de Episcop al Armatei, cu sediul la Alba Iulia (1937-1948) și apoi de Episcop al Romanului și Hușilor (1962-1978).
În perioada celui de-al doilea război mondial, s-a ocupat cu îndrumarea spirituală a ostașilor români care luptau pe frontul de est, celebrând slujbe religioase, susținând conferințe, îndrumându-i pe preoții militari și tipărind cărți de rugăciuni etc. A susținut războiul pentru eliberarea Basarabiei și a Bucovinei de Nord. După eliberarea teritoriului Basarabiei de sub ocupația sovietică, PS Partenie a îndeplinit și funcția de locotenent de Episcop al Hotinului, cu sediul la Bălți (1941-1944). El s-a ocupat cu coordonarea vieții bisericești din Episcopia Hotinului și cu reîncreștinarea ortodoxă în spațiul eliberat de sub bolșevici, manifestându-se prin atitudinea anticomunistă și tipărind și o revistă cu titlul "Biserica basarabeană". A fost decorat în timpul campaniei de pe frontul de est cu Ordinul „Coroana României” cu spade, în grad de Mare ofițer.